# Chọi thú

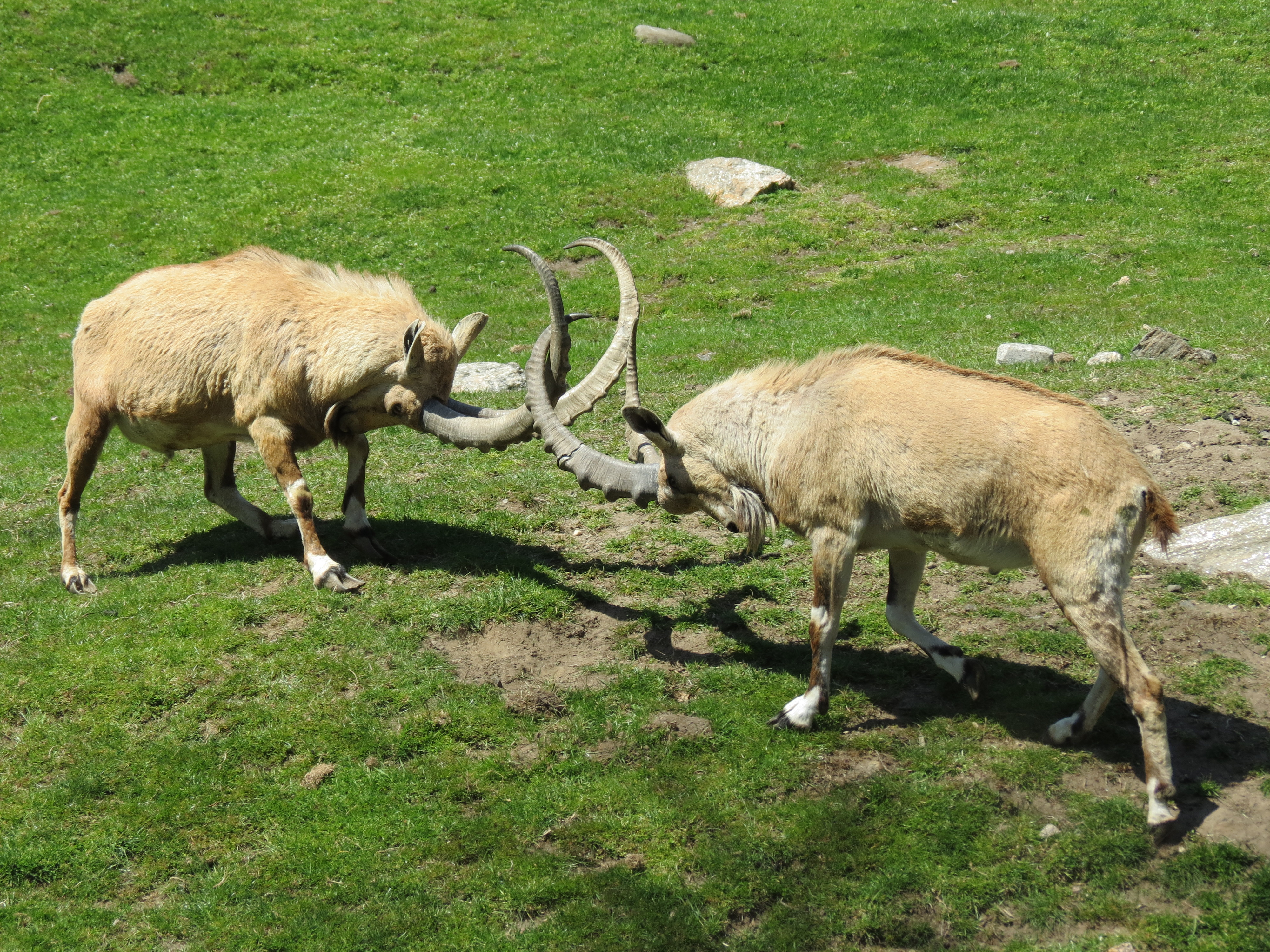
Hai con dê đang chiến đấu

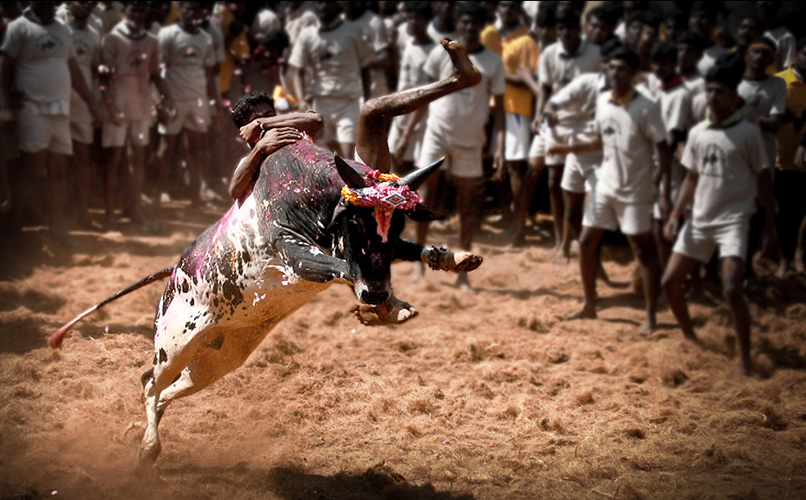
Một trận vật bò (Jallikattu) ở Ấn Độ

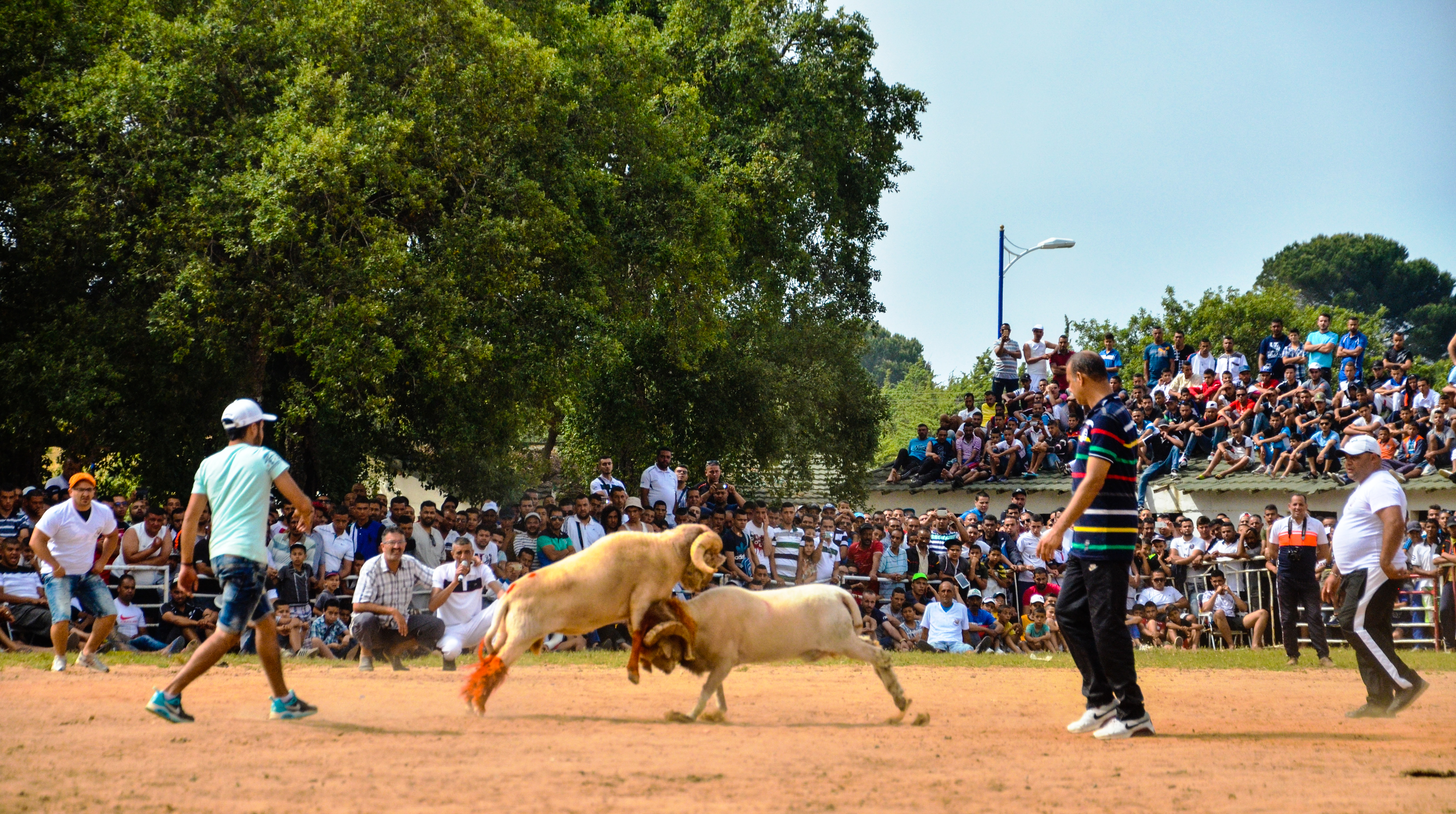
Một cảnh chọi cừu

Chọi thú hay đấu trường động vật là những trò huyết đấu (blood sport) hay trò chơi máu me, hay cuộc đấu sinh tử diễn ra giữa các loài động vật để làm trò tiêu khiển, kiếm thu nhập hay cá cược, cờ bạc của con người. Hình thức phổ biến của trò chọi thú hay môn thể thao thú vật này gồm việc cho chọi, đánh đấu nhau giữa các con vật cùng loài (điển hình như chọi chó, chọi bò, chọi dế hay đá gà) và một loại hình khác là những màn song đấu chí tử giữa những con vật khác loài chẳng hạn như sắp xếp cho hổ đấu với sư tử, hổ đấu với voi trong các đấu trường sinh tử, và một loại hình phổ biến khác là sử dụng mồi đấu (thông thường là những con chó) để chiến đấu với các loài thú khác (như chọi gấu, chọi linh cẩu), một dạng nữa cũng liên quan là cuộc chiến đấu giữa một bên là thú và một bên là người (phổ biến là môn đấu bò).
Thông thường những trận đấu như thế này thường diễn ra tập trung tại những địa điểm thường gọi là sới, trường đấu, sàn đầu, lồng đấu hoặc trong những cái hố (pit), đây là nơi những cá thể động vật đang ở trạng thái bị kích động hoặc bị tra tấn ép buộc chúng trở nên hung hăng tột độ, điên cuồng lao vào nhau để cắn xé bạng húc đối thủ cho đến chết trong tiếng hò reo cổ vũ. Những trò chọi thú đa phần bị các tổ chức bảo vệ động vật lên án như là hành vi ngược đãi động vật, tàn ác với súc vật và không đảm bảo quyền động vật, phúc lợi động vật vì sau những trận chiến này đều để lại hậu quả nặng nề về thể xác và tinh thần cho các con vật.
Trong các giai đoạn lịch sử và trong các nền văn hoá khác nhau trên thế giới, nhiều loại mồi đấu bắt nguồn được đặt tên cho loài đã sử dụng, trong đó một bên thường là chó mồi đấu (các loại chó chọi). Phần lớn những gì được biết về việc chọi thú đến từ Anh vào thời Trung Cổ, mặc dù nó đã không được pháp luật ở đó một thời gian. Tuy nhiên, nó vẫn được thực hiện ở các nơi khác trên thế giới, bao gồm một số nền văn hóa ở Trung Á. Tại Nam Sudan, Bộ luật hình sự nước này quy định, tổ chức, quảng bá hoặc tổ chức đánh nhau như đá gà, chọi cừu, đấu bò hoặc các vật nuôi khác hoặc khuyến khích các hành vi như vậy sẽ bị kết án tù với thời hạn không quá hai tháng hoặc phạt tiền, khi bị kết án. Nhiều nước Hồi giáo không cho phép ép buộc động vật đánh nhau để con người giải trí hoặc cờ bạc.

## Danh sách
- Chọi chó (cùng đồng loại)-Môn phổ biến trên thế giới
- Đá gà (cùng đồng loại)-Môn rất phổ biến trên thế giới
- Chọi bò hay Đấu trường bò (cùng đồng loại)
- Hổ đấu với sư tử-Trận chiến đấu huyền thoại
- Voi đấu hổ
- Chọi cá (thường là cá Xiêm)-Cùng đồng loại
- Chọi lợn (cùng đồng loại)
- Chọi côn trùng-Thường là bọ cánh cứng
- Chọi dế (cùng đồng loại)
- Chọi nhện (cùng đồng loại)
- Chọi ngựa (cùng đồng loại)
- Chọi cừu (cùng đồng loại)
- Chọi trâu (cùng đồng loại), nổi tiếng là lễ hội chọi trâu ở Việt Nam
- Chọi gấu
- Chọi lửng
- Chọi lạc đà
- Chọi lừa
- chọi vịt
- Chọi linh cẩu
- Chọi chó rừng
- Chọi sư tử
- Đấu khỉ
- Chọi chuột
- Chọi sói

## Các dạng

### Chọi chó
Chọi chó là một loại hình thể thao máu me theo đó người ta cho hai con chó (gọi là chó chọi hay đấu khuyển) cắn xé với nhau trong một không gian nhất định (trước đây ở Anh người ta cho xuống một cái hố) nhằm mục đích giải trí đem lại sự hài lòng cho khán giả, thậm chí còn có yếu tố cá độ điều này dẫn đến thực tế chọi chó cũng giống như chọi gà. Là những hình thức giải trí phản ánh tính hiếu võ và chiến tranh của con người. Chó có nhiều giống hung dữ và hiếu chiến. Vì vậy,những trận đấu chó thường diễn ra rất khốc liệt, để phục vụ cho thú vui của đám đông,người điều khiển trận đấu chó cũng thường không có hành động nào để ngăn chặn những con vật khỏi chết hoặc bị thương do đó, đấu chó bị nhiều người lên án là dã man và phi nhân tính.

### Chọi bò
Chọi bò hay đấu trường bò là môn thể thao chiến đấu giữa những con bò với nhau, thông thương là những con bò đực. Trường hợp người đấu với bò thì gọi là môn đấu bò, là một trò biểu diễn truyền thống của Tây Ban Nha, Bồ Đào Nha, một vài thành phố phía nam nước Pháp, và ở nhiều quốc gia Mỹ Latin khác. Trường hợp các con bò đấu với nhau thì còn gọi là chọi bò (hay đấu trường bò).

### Chọi trâu
Chọi trâu là việc tuyển chọn và cho những con trâu chiến đấu với nhau. Trò chơi này được ghi nhận ở Việt Nam và nâng lên thành những lễ hội, Lễ hội chọi trâu gồm:
- Lễ hội chọi trâu Đồ Sơn tại quận Đồ Sơn, thành phố Hải Phòng
- Lễ hội chọi trâu Hải Lựu tại xã Hải Lựu, huyện Lập Thạch, tỉnh Vĩnh Phúc
- Lễ hội chọi trâu Hàm Yên tại huyện Hàm Yên, tỉnh Tuyên Quang
- Lễ hội chọi trâu Phù Ninh tại xã Phù Ninh, huyện Phù Ninh, tỉnh Phú Thọ (phục hồi từ năm 2009)

Một số sự cố về việc trâu húc chết người trong các lễ hội chọi trâu này đã được báo cáo.

### Chọi gấu
Chọi gấu là một môn thể thao đối kháng chết chóc có thể liên quan đến trò chọi thú từ thời cổ đại, thậm chí vào năm 2010, trò chọi gấu bất hợp pháp đã được công khai tại Nam Carolina nhưng đã tạm dừng vào năm 2013. Trước đó, Từ thế kỷ 18, những nhà địa chủ người Anh tại Pakistani đã thường xuyên tổ chức các cuộc thi chọi gấu để giải trí khi những con gấu sẽ phải chiến đấu với những con chó đã được huấn luyện và vô cùng hung hăng. Mặc dù nếu so về kích thước hay vũ khí thì bất cứ giống chó nào cũng không phải là đối thủ của gấu, tuy nhiên trong cuộc chiến như vậy thì điều bất lợi lại thuộc về các con gấu. 
Chúng bị cắt móng hay bẻ răng, những vũ khí lợi hại nhất khi chiến đấu để không làm cho cuộc vui kết thúc quá chóng vánh. Trái lại, những con chó lại được rèn luyện để chiến đấu lại vô vùng hung dữ và lì đòn. Mỗi trận đấu sẽ diễn ra trong khoảng thời gian 3 phút và chú chó sẽ được tuyên bố thắng cuộc nếu khiến cho con gấu lăn tròn trên mặt đất. Những cuộc thi mà các địa chủ Anh quốc tổ chức trước đám đông là nhằm gây ấn tượng về một đế quốc xâm lược bành trướng bậc nhất thời bấy giờ. Những con gấu đều được bắt từ tự nhiên bởi những kẻ săn trộm và sau đó được những người Di-gan (gypsy) du mục huấn luyện để đưa tới các cuộc chọi gấu. 

### Chọi lợn
Chọi lợn là một môn thể thao máu me (trò huyết đấu) giữa các con lợn với chó chọi hoặc giữa những con lợn với nhau nhằm phục vụ cho sở thích của con người, để mua vui, kiếm tiền hoặc cá cược. Trên thế giới có nhiều hình thức chọi lợn. Ở phương Tây, hình thức này gọi là Hog-dog rodeo hay Hog dogging là một sự kiện quan sát mô phỏng việc săn bắt lợn rừng với đấu sĩ là những con heo rừng hoang dã hoặc lợn hoang với chó. Nó đòi hỏi phải có những con chó chăn cừu được huấn luyện và nuôi dưỡng đặc biệt và được sử dụng để giay giật và đôi khi bắt một con lợn hoặc heo rừng.

### Đá gà
Chọi gà hay đá gà là một trò chơi dân gian phổ biến trên thế giới, khi người ta cho những con gà đá chiến đấu với nhau. Tại Việt Nam, trò chơi này đã xuất hiện từ thời nhà Lý, do những quân sĩ của Lý Thường Kiệt đem về sau những cuộc chinh phạt Chiêm Thành. Nhiều nước vì lý do bảo vệ súc vật cấm đá gà, như tại Brasil từ năm 1934, tại Anh quốc từ năm 1835.

### Chọn dế
Đây là một trò chơi chiến đấu giữa hai con dế đực để mua vui cho người xem. Dế chọi phải là con dế đực. Chọi dế là một thú vui của nhiều người. Thường thì trẻ con thường tự mò mẫm bắt dế tự nhiên rồi cho đá chọi với nhau. Ở Trung Quốc, chọi dế đã có hơn 1.000 năm lịch sử. Những con dế được nuôi trong lồng tre, loại lồng để nhốt côn trùng, gần giống lồng chim nhưng nhỏ hơn, các nan tre sít nhau để dế khỏi lách ra được, có khi chỉ là hộp gỗ hoặc cái ống bơ. Khi cửa lồng được mở lên, trông thấy nhau một trong hai con dế sẽ xông sang chuồng bên, ít khi chúng đánh nhau ngay.

### Chọi nhện
Là một môn chơi giải trí bằng cách cho hai con nhện đánh nhau để mua vui cho người xem. Chọi nhện là một thú vui đã có từ lâu đờI ở vùng Kajiki, phía Nam Nhật Bản và trẻ em Philippines (đặc biệt là các bé trai tuổi từ 8-12) cũng rất hứng thú với trò chọi nhện, trò chơi chọi nhện này còn khá thông dụng ở miền quê Việt Nam. Võ đài thường một cái que gỗ tròn nằm ngang giữa không trung (ở Việt Nam người ta thường dùng hai que nhang), hai con nhện sẽ được thả tại hai góc đài, sau đó người ta xua chúng di chuyển về phía trước, đến khi giáp mặt nhau thì theo bản năng, chúng sẽ đánh nhau.